# دومينيك مكلجت
دومينيك مكلجت (بالإنجليزية: Dominique McElligott)‏ مواليد 5 مارس 1986 في دبلن، هي ممثلة أيرلندية بدأت مسيرتها الفنية عام 2001.

## الأعمال
- قمر
- الطوابق المظلمة
- سنة كبيسة

## وصلات خارجية
- دومينيك مكلجت على موقع IMDb (الإنجليزية)
- دومينيك مكلجت على موقع ألو سيني (الفرنسية)
- دومينيك مكلجت على موقع أول موفي (الإنجليزية)
- دومينيك مكلجت على موقع قاعدة بيانات الفيلم (الإنجليزية)
- دومينيك مكلجت على موقع كينوبويسك (الروسية)